# الکساندرا، بخش لگایانوا
الکساندرا، بخش لگایانوا (به لاتین: Aleksandrów, Legionowo County) یک منطقهٔ مسکونی در لهستان است که در Gmina Nieporęt واقع شده‌است.

## خصوصیات
الکساندرا ۲۱۷ نفر جمعیت دارد.